# 아오이모리 철도선
아오이모리 철도선(일본어: 青い森鉄道線, '푸른 숲 철도'를 뜻함)은 아오이모리 철도의 유일한 철도 노선이다. 일본 아오모리현 산노헤군 산노헤정에 위치한 메토키역과 아오모리시에 위치한 아오모리역을 잇는다.
전 구간에 동일본 여객철도의 침대 특급(북두성 호 및 카시오페이아 호)과 일본화물철도의 화물 열차도 지나간다.
철도 시설을 아오모리 현이 소유하며 노선 보수를 하치노헤 임해 철도가 담당하고 있다.

## 역사
- 2002년 12월 1일: 도호쿠 신칸센이 하치노헤 역까지 개통함에 따라, 도호쿠 본선의 메토키 ~ 하치노헤 구간을 아오이모리 철도에 이관.
- 2010년 12월 4일: 도호쿠 신칸센이 신아오모리역까지 개통할 것임에 따라 도호쿠 본선의 하치노헤 ~ 아오모리 구간을 아오이모리 철도에 이관.

## 운행 형태

### 지역 수송
IGR 이와테 은하 철도 이와테 은하 철도선의 모리오카역과 하치노헤 역을 서로 직결 운행으로 왕복 운행된다. 니노헤역(이와테 은하 철도선)이나 산노헤 역과 하치노헤 역 구간만을 운행하는 열차도 있으나 철도 회사 경계역인 메토키 역을 시종점으로 하는 열차가 없다.
동일본 여객철도에 소속한 동차로 하치노헤 선 사메역까지 직결 운행하는 열차도 있다.
대부분 열차가 1인 승무로 운행된다.

### 광역 수송
도호쿠 본선에서부터 분리되기 전과 같이 혼슈와 홋카이도를 잇는 노선으로서 많은 화물 열차가 운행된다. 또한 2015년 8월 22일까지 우에노역과 삿포로역을 잇는 침대 특급(북두성 호 및 카시오페이아 호)도 지나갔으며, 이 열차는 해당 구간에 정차하지 않았다.

## 차량
- 아오이모리 701계 전동차 및 IGR 이와테 은하 철도 701계
- 40계·48계 동차(하치노헤 선에 직결 운행하는 열차)

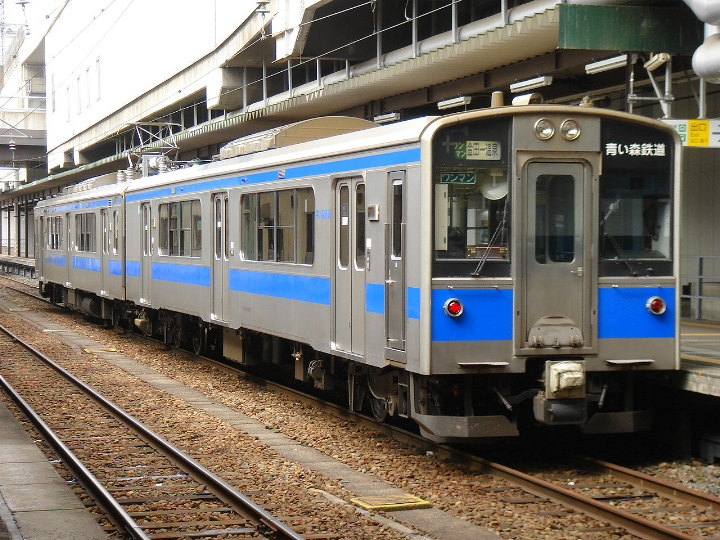
아오이모리 701계 전동차
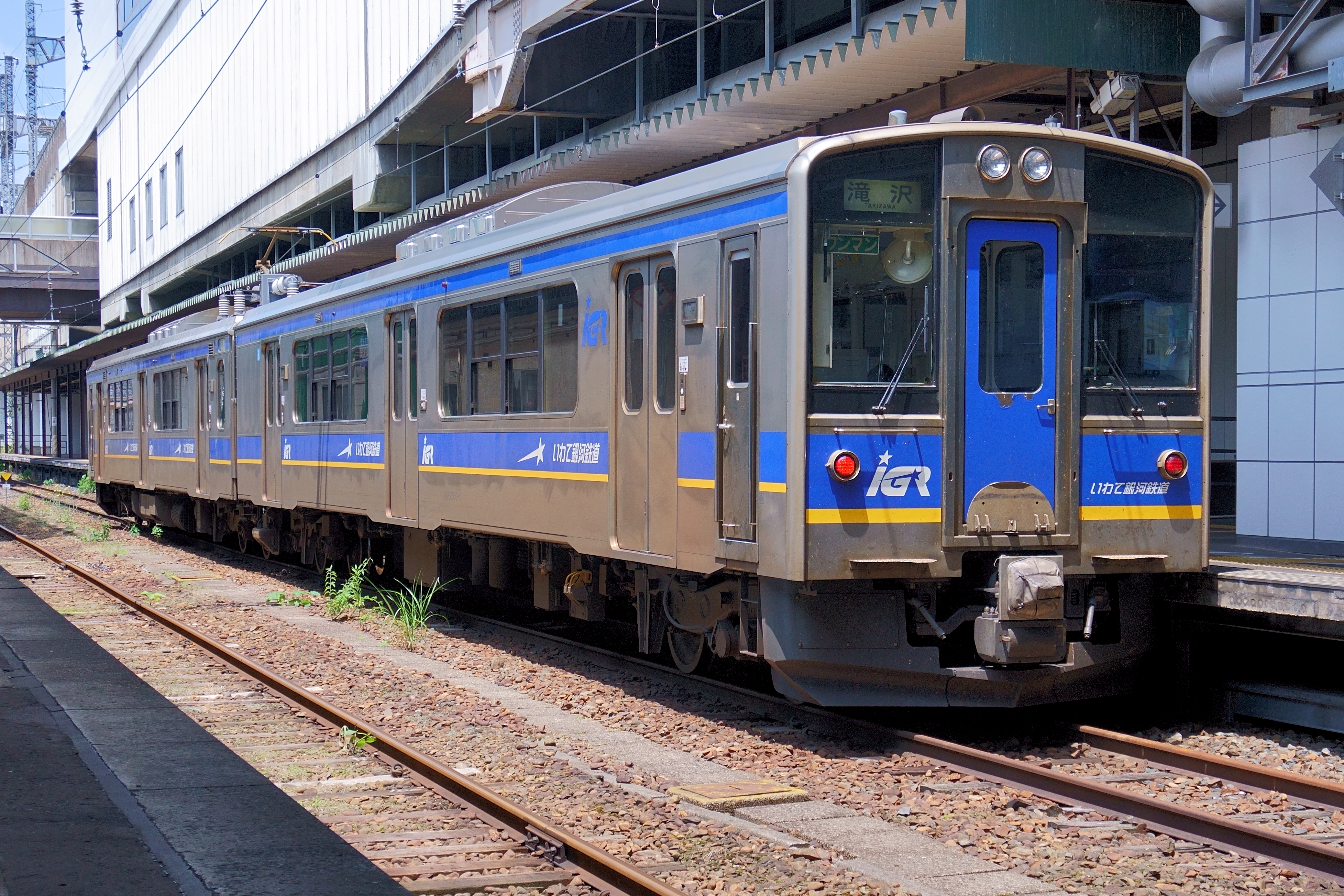
IGR 이와테 은하 철도 전동차
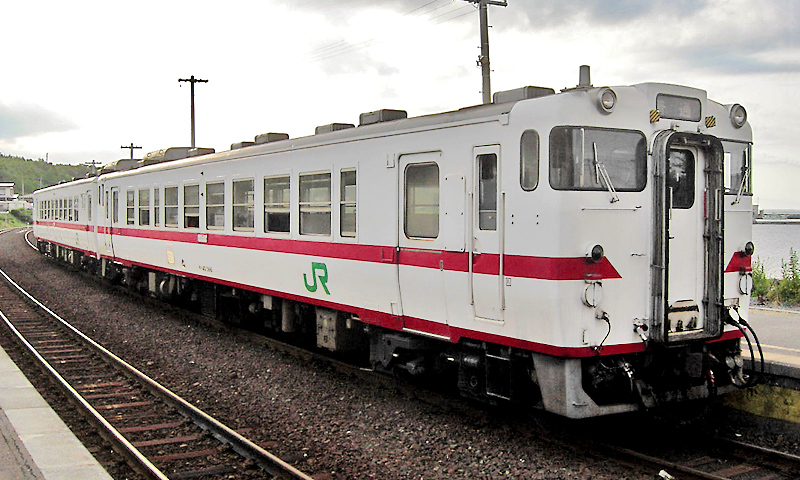
40계·48계 동차

## 역 목록
| 역 이름                 | 일본어 이름 | 영업 거리 (km) | 쾌속1 | 쾌속2                 | 리                    | 접속 노선                                                          | 소재지                    | 소재지                    | 소재지   |
| ----------------------- | ----------- | -------------- | ----- | --------------------- | --------------------- | ------------------------------------------------------------------ | ------------------------- | ------------------------- | -------- |
| 메토키                  | 目時        | 0.0            | △     |                       |                       | IGR 이와테 은하 철도 이와테 은하 철도선 (모리오카역까지 직결 운행) | 아오모리현                | 산노헤군                  | 산노헤정 |
| 산노헤                  | 三戸        | 5.5            | ●     |                       | 난부정                |                                                                    | 아오모리현                | 산노헤군                  |          |
| 스와노타이라            | 諏訪ノ平    | 9.5            | △     |                       | 난부정                |                                                                    | 아오모리현                | 산노헤군                  |          |
| 겐요시                  | 剣吉        | 14.8           | ●     |                       | 난부정                |                                                                    | 아오모리현                | 산노헤군                  |          |
| 도마베치                | 苫米地      | 18.2           | △     |                       | 난부정                |                                                                    | 아오모리현                | 산노헤군                  |          |
| 기타타카이와            | 北高岩      | 21.0           | △     | 하치노헤시            | 하치노헤시            |                                                                    | 아오모리현                |                           |          |
| 하치노헤                | 八戸        | 25.9           | ●     | 하치노헤시            | 하치노헤시            | ●                                                                  | 아오모리현                | 도호쿠 신칸센 하치노헤 선 |          |
| (화물)하치노헤카모쓰 역 | 八戸貨物    | 27.6           |       | 하치노헤시            | 하치노헤시            | ｜                                                                 | 아오모리현                | 하치노헤 임해 철도        |          |
| 무쓰이치카와            | 陸奥市川    | 32.8           | ｜    | 하치노헤시            | 하치노헤시            |                                                                    | 아오모리현                |                           |          |
| 시모다                  | 下田        | 37.0           | ▲     | 가미키타군 오이라세정 | 가미키타군 오이라세정 |                                                                    | 아오모리현                |                           |          |
| 무카이야마              | 向山        | 42.2           | ｜    | 가미키타군 오이라세정 | 가미키타군 오이라세정 |                                                                    | 아오모리현                |                           |          |
| 미사와                  | 三沢        | 46.9           | ●     |                       | 미사와시              | 미사와시                                                           | 아오모리현                |                           |          |
| 고가와라                | 小川原      | 53.5           | ｜    |                       | 가미키타 군           | 도호쿠정                                                           | 아오모리현                |                           |          |
| 가미키타초              | 上北町      | 57.4           | ▲     |                       | 가미키타 군           | 도호쿠정                                                           | 아오모리현                |                           |          |
| 옷토모                  | 乙供        | 64.3           | ｜    |                       | 가미키타 군           | 도호쿠정                                                           | 아오모리현                |                           |          |
| 지비키                  | 千曳        | 70.9           | ｜    |                       | 가미키타 군           | 도호쿠정                                                           | 아오모리현                |                           |          |
| 노헤지                  | 野辺地      | 77.3           | ●     | ●                     | 가미키타 군           | 오미나토 선                                                        | 아오모리현                | 노헤지정                  |          |
| 가리바사와              | 狩場沢      | 83.8           | ｜    | ｜                    |                       | 히가시쓰가루군 히라나이정                                          | 히가시쓰가루군 히라나이정 |                           |          |
| 시미즈가와              | 清水川      | 88.5           | ｜    | ｜                    |                       | 히가시쓰가루군 히라나이정                                          | 히가시쓰가루군 히라나이정 |                           |          |
| 고미나토                | 小湊        | 94.5           | ●     | ｜                    |                       | 히가시쓰가루군 히라나이정                                          | 히가시쓰가루군 히라나이정 |                           |          |
| 니시히라나이            | 西平内      | 98.3           | ｜    | ｜                    |                       | 히가시쓰가루군 히라나이정                                          | 히가시쓰가루군 히라나이정 |                           |          |
| 아사무시온센            | 浅虫温泉    | 104.7          | ●     | ●                     | 아오모리시            | 아오모리시                                                         |                           |                           |          |
| 노나이                  | 野内        | 109.6          | ｜    | ｜                    | 아오모리시            | 아오모리시                                                         |                           |                           |          |
| 야다마에                | 矢田前      | 112.7          | ▲     | ｜                    | 아오모리시            | 아오모리시                                                         |                           |                           |          |
| 고야나기                | 小柳        | 114.7          | ▲     | ｜                    | 아오모리시            | 아오모리시                                                         |                           |                           |          |
| 히가시아오모리          | 東青森      | 116.1          | ●     | ｜                    | 아오모리시            | 아오모리시                                                         |                           |                           |          |
| 쓰쓰이                  | 筒井        | 117.4          | ●     | ｜                    | 아오모리시            | 아오모리시                                                         |                           |                           |          |
| 아오모리                | 青森        | 121.9          | ●     | ●                     | 아오모리시            | 아오모리시                                                         | 오우 본선, 쓰가루 선      |                           |          |

- 범례:
  - ●: 정차
  - ▲: 일부 정차
  - △: 상행(메토키 방면) 열차만 정차
  - ｜: 무정차 통과
  - 리: 리조토 아스나로시모키타